# Zwischentitel

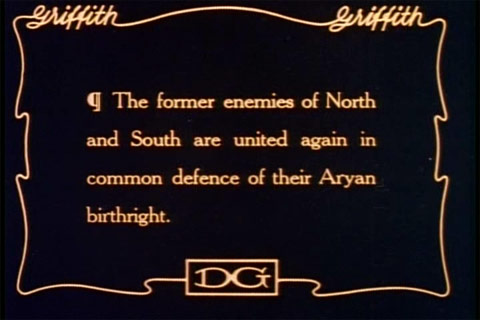
Zwischentitel aus Die Geburt einer Nation (1915) von D. W. Griffith

Zwischentitel sind Texttafeln, überwiegend in Stummfilmen, die wie ein roter Faden durch einen Film führen oder ihn kommentieren. Sie erklären zumeist das, was der Regisseur oder der Drehbuchautor nicht in die Bildsprache umsetzen wollte oder konnte. Viele Zwischentitel wurden allerdings lediglich eingesetzt, um die Dialoge oder die Erklärung einer Szene für den Zuschauer sichtbar zu machen.

## Arten
Die beiden Hauptgruppen, in die unterschieden werden kann, sind Sprechtitel und erklärende Titel.
Es gab mannigfaltige Möglichkeiten, Zwischentitel einzusetzen und zu gestalten. So wurde zum Beispiel bei Rübezahls Hochzeit (1916) von Paul Wegener die Reimform benutzt. In vielen Filmen, unter anderem bei Friedrich Wilhelm Murnaus Nosferatu (1922), wurden Zwischentitel auf eine Weise visualisiert, die beim Zuschauer den Eindruck erwecken, er würde einen Brief oder eine herausgerissene Buchseite lesen. Anfang der 1920er-Jahre wurden auch Experimente mit farbig gestalteten Zwischentiteln gemacht, so z. B. bei The Toll of the Sea aus dem Jahre 1922, dem zweiten in Zweifarben-Technicolor Rot/Grün gedrehten Film.

## Geschichte
Der erste Film mit Zwischentiteln soll Our New General Servant von Robert W. Paul aus dem Jahr 1898 gewesen sein, er gilt aber als verschollen. Einen Endtitel weist auf jeden Fall How It Feels to Be Run Over aus dem Jahr 1900 auf.
Mit wirklichen Zwischentiteln konnte dann Scrooge, or Marley’s Ghost aus dem Jahr 1901 aufwarten, die aber noch keine klassischen „Sprechtitel“ sind, sondern lediglich den Beginn der einzelnen Akte einleiten bzw. zäsieren.
Bei der ersten Oscarverleihung im Jahre 1928 gab es noch die Kategorie „Bester Zwischentitel“. Der erste und einzige Zwischentitelgestalter, der den Academy Award in dieser Kategorie erhielt, war der amerikanische Drehbuchautor Joseph Farnham für die drei Filme The Fair Co-Ed, Zwischen Frisco und der Mandschurei und Laugh, Clown, Laugh.
Bei der Bearbeitung von ausländischen Stummfilmen für die deutschen Kinos mussten die Zwischentitel neu gestaltet werden. Gleichzeitig musste darauf geachtet werden, dass die Texttafeln genauso aussahen wie in der Originaleinstellung. Jedoch wurde häufig aus kulturellen, politischen oder zensurtechnischen Erwägungen nicht der Originaltext übersetzt, sondern ein ähnlich klingender Text benutzt.
Auch nach dem Ende der Stummfilmzeit wurden Zwischentitel eingesetzt, so z. B. bei Moderne Zeiten (1936) von Charlie Chaplin, bei Der Tod der Maria Malibran (1972) von Werner Schroeter, bei Silent Movie (1976) von Mel Brooks, bei Juha (1999) von Aki Kaurismäki. Der die Tollkirsche ausgräbt (2005) von Franka Potente oder bei The Artist (2011) von Michel Hazanavicius, wobei gerade dieser eine Hommage an die Spätzeit des Stummfilms darstellt.

Ein Zwischentitel als Ankündigung eines neuen Kapitels (München – Geheimnisse einer Stadt)

Zwischentitel kommen mitunter auch bei Tonfilmen zum Einsatz, beispielsweise vor einem neuen Kapitel oder einer bestimmten Szene. So werden bei der Gangsterkomödie Der Clou von George Roy Hill (1973), Sally Potters Orlando (1992) oder dem Filmessay München – Geheimnisse einer Stadt von Dominik Graf (2000) alle Kapitel mit Zwischentiteln eingeleitet.
Bei manchen historischen Filmen, die nicht mehr vollständig erhalten sind, wurden bei einer Restaurierung zusätzliche Zwischentitel eingefügt, um fehlende, aber für das Verständnis der Handlung wichtige Szenen zu ersetzen.